# Давня історія Білорусі
Давня історія Білорусі — період в історії Білорусі від появи людей до утворення перших держав на території сучасної Білорусі (близько IX століття).

## Давній кам'яний вік (палеоліт)
На територію Східної Європи перші гомініди проникло 450—300 тис. років тому. Враховуючи, що еволюція та розселення палеоантропів (неандертальців) у Східній Європі на північ від 50-ї паралелі датується кінцем середнього плейстоцену — початком неоплейстоцену (200–40/30 тис. років тому), а також через велику глибину нижньоплейстоценових пластів, пошук слідів популяції домустьєрського населення Білорусі майже безнадійний.
За словами А. Мікляєва, сліди ранньопалеолітичних гомінідів (за визначенням Н. Анісюткіна та Н. Праслова) були виявлені 1986 р. поблизу Яструб, на лівому березі річки Західна Двіна (вгорі Веліж Смоленської області). І якщо цей факт підтвердиться, припущення про раннє проникнення на територію Східної Європи людини цілком виправданим.
Залюднення території сучасної Білорусі почалося близько 100—35 тисяч. років тому. Вважається, що першими мешканцями Білорусі були неандертальці, які опинилися тут під час короткого потепління під час так званого Ризького заледеніння, або навіть до нього. В Білорусі ще не знайдено скелетів людей цього періоду. Найдавніші знаряддя середнього палеоліту або мустьєрські знайдені поблизу сіл Святиловичі, Підлужжя (Гомельська область), Обидовичі (Могилевська область).
Найдавніші рештки людської діяльності виявлені на стоянках Юровичі та Бердиж, які датуються приблизно 26-24 тисячами років тому. Ці дати дозволяють віднести появу перших людей в Білорусі до верхнього палеоліту, які могли жити тут лише після відступу льодовика. Місцеве населення у верхньому палеоліті не перевищувало кількох сотень осіб. Територія Білорусі була заселена мамонтами, на яких успішно полювали перші люди — наприклад, у Бердижі були знайдені кістки, що належали близько 50 мамонтам. Перші залишки матеріальної культури були знайдені в Юравичах — платівці з бивня мамонта з простими орнаментами. Близько 16 тисяч років тому відбулося нове сильне похолодання, і сучасна територія Білорусі знову заледеніла.

## Мезоліт

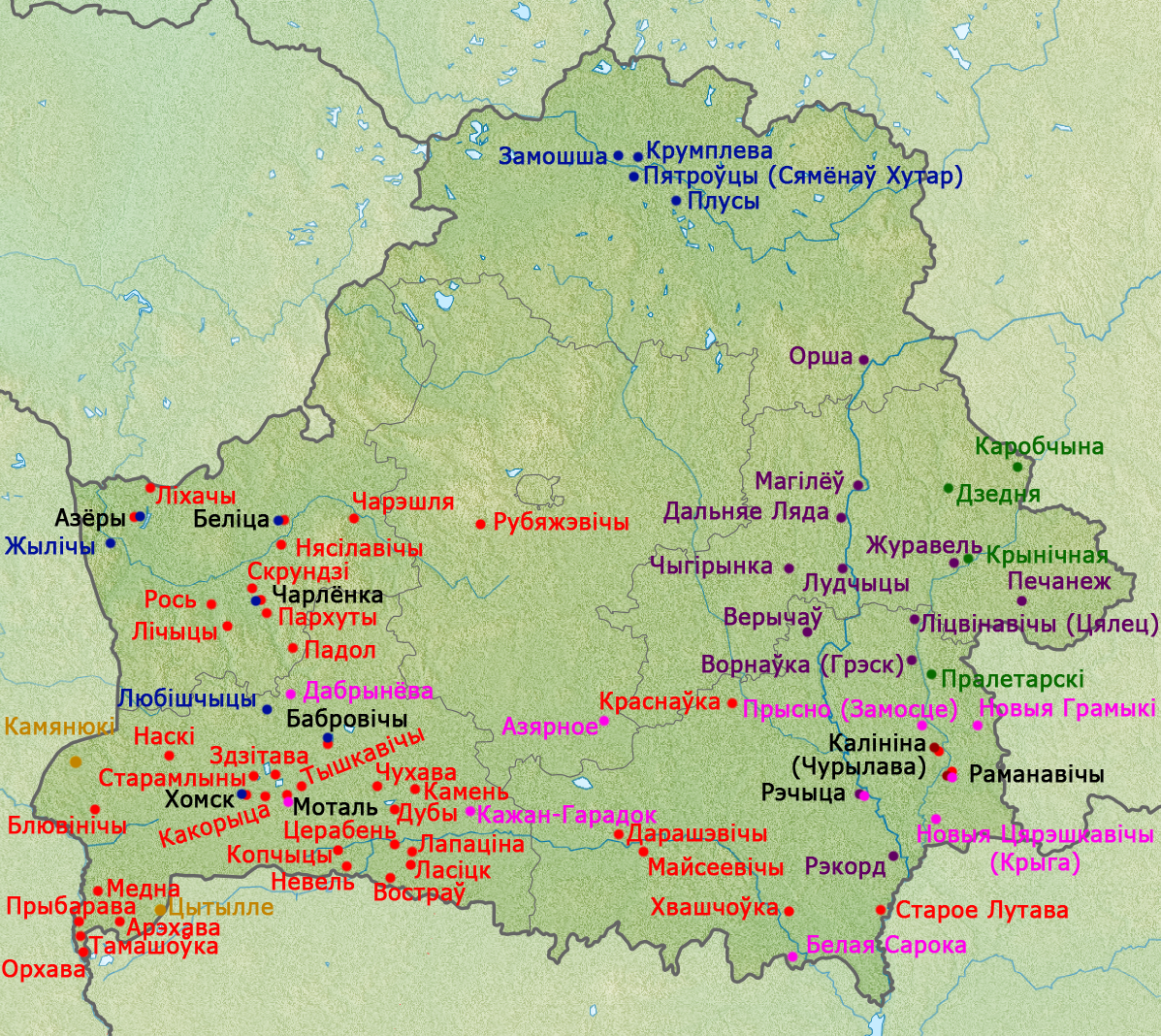
Яніславицька культура
Коморницька культура
Гренська культура
Кундська культура
Кудлаївська культура
Бутавська культура

Останній льодовик зійшов близько 13–8 тисяч років тому, після чого в Білорусі розпочався мезоліт (IX–V тис. до н. e.). Коли льодовик танув і відступав, клімат ставав теплішим, територія поступово вкривалась лісом. Переміщаючись з місця на місце, людство поступово рухалося на північ. Перше постійне (автохтонне) населення на території Білорусі сформувалося у VIII–VII тисячоліттях. Було винайдено лук і стрілу з кремнієвими наконечниками, що змінило характер полювання. У епоху мезоліту в Білорусі людина одомашнила першу тварину — собаку. Розпочався інтенсивний розвиток нових територій. На теренах Білорусі відомо 120 мезолітичних стоянок трьох основних археологічних культур (Гренської, Свідерської і Сожської), а загальна чисельність населення становила близько 4,5–6 тис. осіб.

## Неоліт
В епоху неоліту (4–3 тис. років до н. e.) клімат став ще теплішим. Привласнююча економіка досягла свого розквіту. У Білорусі до неолітичних племен належать німанська, дніпро-донецька, нарвська та верхньодніпровська культури. Дослідження кладовищ дніпровсько-донецької культури в Україні довело, що представники цієї культури належали до північних європейців або пізніх кроманьйонців. Основним заняттям неолітичних племен було рибальство, всі інші заняття були не такими поширеними. Це головна особливість неоліту в сучасній Білорусі, оскільки зазвичай під час неоліту сталася неолітична революція та перехід від привласнюючої до відтворюючої економіки.
Істотна риса неоліту — поява керамічного виробництва. Посуд виготовляли з глини. Його ліпили і опалювали на вогнищі. Посуд прикрашали орнаментом, що мабуть мало релігійне значення. Удосконалювались методи обробки каменю, розширювалось шліфування сокир, зубил, теслярів, мотик. Люди почали переходити до видобутку кременю. Стародавні шахти були виявлені поблизу с. Красне Село (Вовковиський район).

## Бронзова доба
Близько 2000 р. до н. e. розпочалася Бронзова доба, спочатку на півдні сучасної Білорусі. Бронза використовувалася не так часто, як камінь, оскільки матеріалів для створення бронзових знарядь праці — міді та олова — тут не було. Проте на території Білорусі знайдені мідні та бронзові предмети, що свідчить про торговельні відносини населення того часу. Основні культури того часу - Середньдніпровська, Віслонеманська, Тшинецька. Поступово Білорусь заселяли індоєвропейці, з приходом яких почався поступовий перехід до відтворювального господарства (основним заняттям індоєвропейців було тваринництво). З кінця бронзового століття більша частина сучасної Білорусі була заселена балтами (див. Культура штрихованої кераміки).

## Залізна доба
Залізна доба в сучасній Білорусі розпочався у VIII–VII ст. до н. e. На відміну від міді, в Білорусі є родовища заліза (у вигляді так званих "болотних руд" або "лугових руд"). Місцеві ремісники стали виробляти залізні знаряддя праці. За допомогою залізних сокир людина поступово оволоділа новим способом землеробства - рубанням льоду. Дерева вирубували, спалювали, а землю удобрювали попелом. У ньому висівали зерно і боронували «сукаваткою», зробленою з верхівки дерева. Кілька років вони отримували хороше зерно. Коли урожай різко впав, переїхали на нову ділянку. Вирощували пшоно, пшеницю, квасолю.